# Hospital Nacional Daniel Alcides Carrión
El Hospital Nacional Daniel Alcides Carrión, es un complejo hospitalario público peruano situado en el Callao y administrado por el Gobierno Regional del Callao. 

## Historia
Fue inaugurado el 30 de diciembre de 1941, durante el primer gobierno de Manuel Prado Ugarteche, con el nombre de Hospital de Varones Daniel Alcides Carrión, para brindar atención a la clase trabajadora.
Su construcción y equipamiento corrió a cargo de la Sociedad de Beneficencia del Callao, habiendo empezado las obras en el segundo gobierno de Óscar R. Benavides. Su primer director fue el doctor Ernesto Delgado Gutiérrez, destacado cirujano.

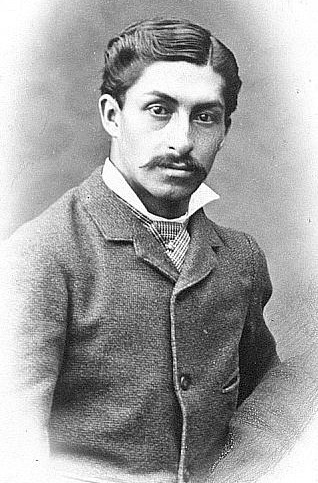
Daniel Alcides Carrión (1857-1885), mártir de la medicina peruana, en la investigación sobre la enfermedad de Carrión.

Fue administrado por la Beneficencia del Callao hasta 1970, cuando pasó a la competencia del Ministerio de Salud.
En 1971 se fusionó con el Hospital San Juan de Dios (fundado en 1968 como centro docente de la Universidad Nacional Mayor de San Marcos, para la atención de mujeres), formando así un complejo hospitalario que adoptó el nombre de Hospital General Base del Callao. Ambos hospitales quedaron unidos por un corredor construido en 1976.
El 15 de marzo de 1991, bajo el gobierno de Alberto Fujimori, el complejo fue designado Hospital Nacional Daniel Alcides Carrión, categoría que corresponde a las instituciones de salud que brindan atención especializada, con capacidad para solucionar problemas de mayor complejidad.

## Infraestructura
Cuenta con:
- 462 camas para hospitalización.
- 1 Servicio de Emergencia con unidad de shock trauma.
- 143 consultorios externos en las áreas de Medicina, Cirugía, Ginecología, Pediatría y Odontoestomatología.
- 1 unidad de cuidados intensivos.
- 1 unidad de cuidados intermedios.
- 1 unidad de cuidados intensivos pediátricos.
- 1 unidad de cuidados intensivos neonatales.
- 7 salas quirúrgicas electivas y 3 salas de emergencia.
- 1 unidad de quemados.
- 1 unidad oncológica.
- 1 servicio de preventorio.
- 1 moderno servicio de gineco obstetricia y un nuevo sistema de atención denominado Hospital de día.
- Equipos de última generación como: tomógrafo helicoidal multicorte (128 cortes), arco en C, resonador magnético, cámara gamma, densitometro óseo, cámara hiperbárica, tomógrafo axial computarizado, mamógrafo, angiógrafo digital, colposcopio, etc.